# Distribuidor (mecânica)
O distribuidor é uma peça da mecânica de automóveis que faz levar a centelha elétrica da bobina para uma vela em cada local do cilindro, evitando que a faísca seja encaminhada para a câmara de explosão errada.

## Funcionamento
Ao ser acionada a chave de ignição o cabo positivo da bateria faz passar pela chave a eletricidade chegando ao bope positivo da bobina, e do bope negativo da bobina está ligada ao gerador de impulsos que gera estes impulsos levando até o módulo de ignição, que são enviados diretamente a bobina da corrente de intução, que se enche de campo magnético aumentando a tensão da bateria, que é levada ao cabo da bobina para o distribuidor que em seu interior há um rotor que gira no sentido horário selecionando a vela correta para ocorrer a queima.